# San Moisè
Chiesa di San Moisè ili San Moisè Profeta barokna je venecijanska crkva u sestieru San Marco na istoimenome trgu Campo San Moisè u Sjevernoj Italiji.
San Moisè jedna je od većih venecijanskih crkava, a ima i župni status. 

## Povijest
Po starim venecijanskim kronikama, prva crkva na tom mjestu San Vittore, podignuta je krajem 8. stoljeća, donacijama obitelji Artigeri i Scopari. 
Crkvu je obnovio 947. godine svojim prilogom Moisè Valier, tada je nešto zbog njega, a nešto i zbog venecijanske želje da i oni imaju kao bizantski gradovi crkve posvećene starozavjetnim prorocima crkva posvećena Mojsiju. 
San Moisè je obnavljan 1105. godine, nakon velikog požara, koji je teško oštetio Veneciju i 1632. godine kada je dobio baroknu fasadu i unutrašnjost u istom stilu.
Za vrijeme napoleonske vlasti 1810., župa je ukinuta, a crkva je ušla pod župu Bazilike sv. Marka.

## Umjetnička djela
Baroknu fasadu je projektirao i izveo 1668. godine Alessandro Tremignon donacijom bogatog venecijanskog patricija Vincenza Finija, čija se bista i danas nalazi iznad glavnog ulaza u crkvu.
Unutrašnjost crkve ukrašena je slikama i skulpturama iz 17. i 18. stoljeća, od kojih se ističu; Pranje nogu Tintoretta i Posljednja večera, pripisana Palmi Mlađemu. 
Monumentalni barokni oltar rad je kipara Heinricha Meyringa i slikara Michelangela Morlaitera.
U crkvi je pokopan škotski bankar John Law (1671. – 1729.) poznat kao osnivač francuske Banque Générale i Compagnie du Mississippi, koji se nakon niza financijskih debakla po Americi skrasio u Veneciji i tu umro.

## Interijer
- Glavni oltar Heinricha Meyringa sa slikom Michelangela Morlaitera u pozadini